# 11941 Archinal
11941 Archinal (1993 KT1) là một tiểu hành tinh vành đai chính bên trong được phát hiện ngày 23 tháng 5 năm 1993 bởi C. S. Shoemaker và D. H. Levy ở Đài thiên văn Palomar.